# Estação Ferroviária de Amarante
A Estação Ferroviária de Amarante é uma interface encerrada da Linha do Tâmega, que servia a cidade de Amarante, no Distrito do Porto, em Portugal.

## História

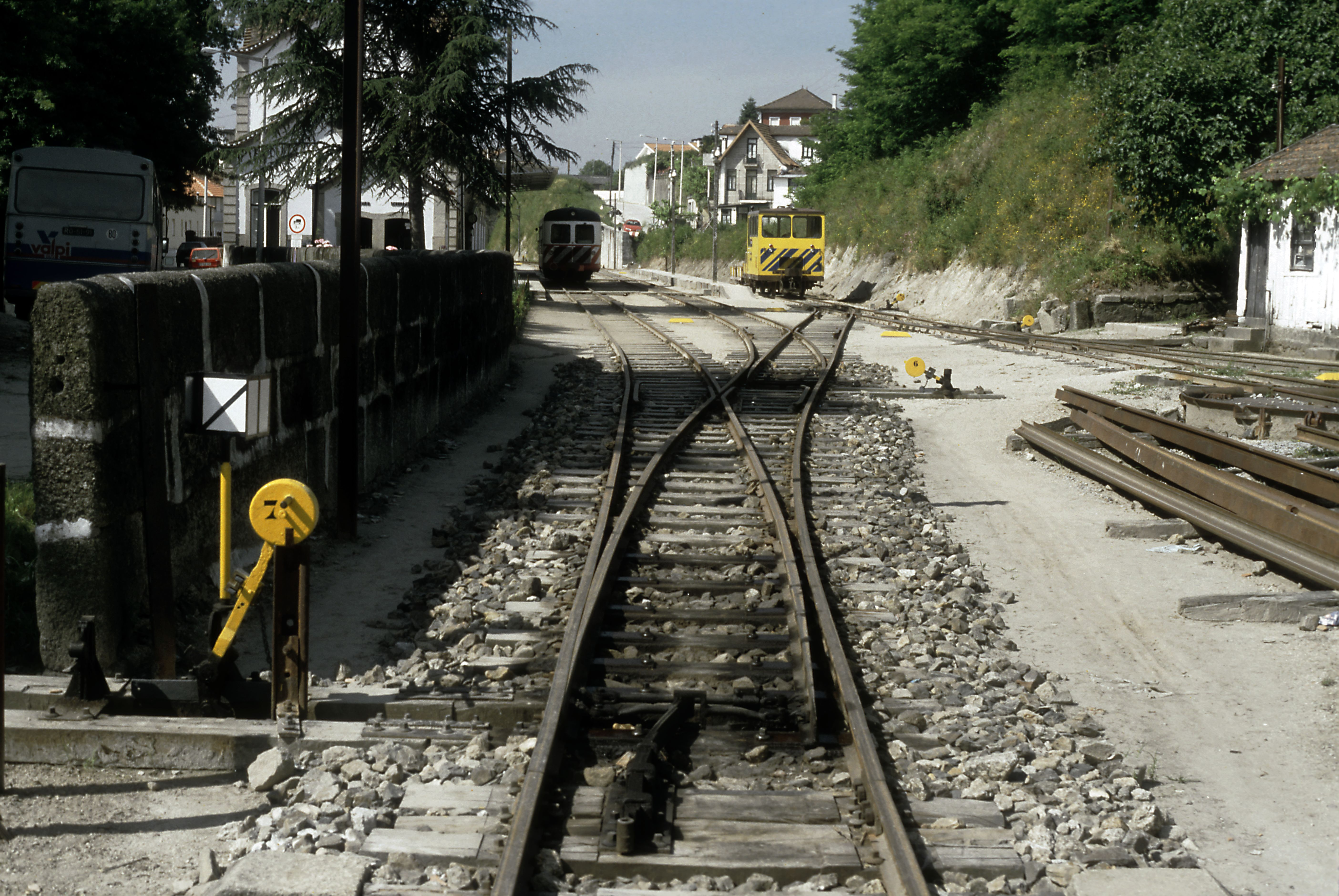
Vista geral da estação de Amarante, em 1996.

### Planeamento e entrada ao serviço
As primeiras tentativas para trazer um caminho de ferro na região do Tâmega foram feitas na segunda metade do século XIX. Entre 1876 e 1878, a Associação dos Engenheiros Civis feito um estudo da rede ferroviária, tendo defendido a construção de várias vias férreas, incluindo uma que sairia da Linha do Douro e iria até Chaves, servindo várias localidades pelo caminho, incluindo Amarante. Em 1879, o Ministro das Obras Públicas, Lourenço de Carvalho, apresentado uma proposta de lei para a construção de várias linhas férreas, incluindo um ramal da Linha do Douro até Cavez, passando por Amarante.
Em 1898, a comissão técnica que tinha sido encarregada de estudar o Plano da Rede Complementar ao Norte do Mondego propôs a construção de vários vias férreas, incluindo a linha de via estreita do Vale do Tâmega. Assim, este empreendimento foi inserido no Plano da Rede, quando este foi publicado por um decreto de 15 de Fevereiro de 1900, tendo-se estabelecido que seria de via estreita, e que deveria ligar Livração, na Linha do Douro, a Cavez, passando por Amarante e Chaves. Em finais desse ano, foi realizado um inquérito administrativo para a apreciação do público sobre as linhas que faziam parte do Plano da Rede, incluindo o da Linha do Vale do Tâmega, cujo percurso já tinha sido alterado, que desta vez deveria iniciar-se em Caíde, e terminar no prolongamento da Linha de Guimarães até Chaves, mantendo-se a passagem por Amarante. No início do mandato do Conde de Paçô Vieira na pasta das Obras Públicas, este deu um novo impulso à construção de linhas férreas, utilizando os recursos do da Administração dos Caminhos de Ferro do Estado e do Fundo Especial de Caminhos de Ferro. Uma das linhas que foram beneficiadas foi a do Tâmega, tendo uma portaria de 9 Março de 1903 ordenado que fosse feito o projecto para esta linha. Porém, nesta altura voltou a surgir a ideia de mudar o ponto inicial da linha para Caíde, de forma a melhor servir Lixa, em detrimento de Amarante, mas estudos posteriores demonstraram que este traçado era inviável.
A construção da Linha do Tâmega iniciou-se em Março de 1905, tendo o primeiro lanço, entre Livração e Amarante, sido inaugurado a a 20 de Março de 1909. Este troço, com cerca de 12,8 Km de comprimento, teve um custo de 352 mil réis. O tramo seguinte, até Chapa, entrou ao serviço em 22 de Novembro de 1926.

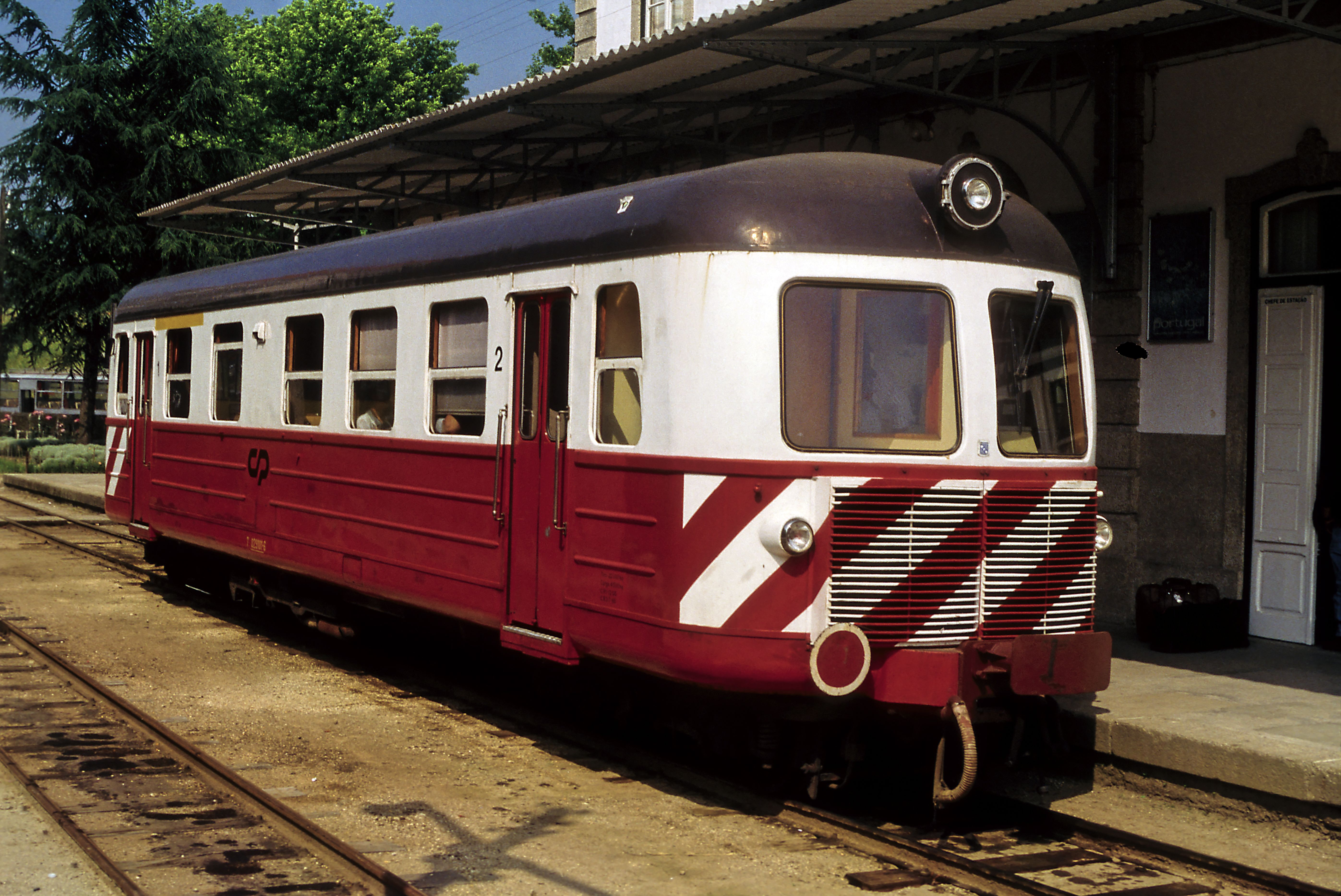
Automotora da Série 9100, parqueada na Estação de Amarante em 1996.

Aquando da cerimónia de inauguração do troço de Chapa a Celorico de Basto, em 20 de Março de 1932, o comboio inaugural parou na estação de Amarante, onde foi recebido pela multidão, e pelos Bombeiros Voluntários. Em 15 de Janeiro de 1949, entrou ao serviço o troço até Arco de Baúlhe, tendo o comboio inaugural sido acolhido em Amarante com uma banda de música, e o presidente da Câmara Municipal cumprimentou o Ministro das Comunicações.
No XIII Concurso das Estações Floridas, organizado em 1954 pela Companhia dos Caminhos de Ferro Portugueses e pelo Secretariado Nacional de Informação, a estação de Amarante recebeu um diploma de menção honrosa especial e um prémio de persistência.

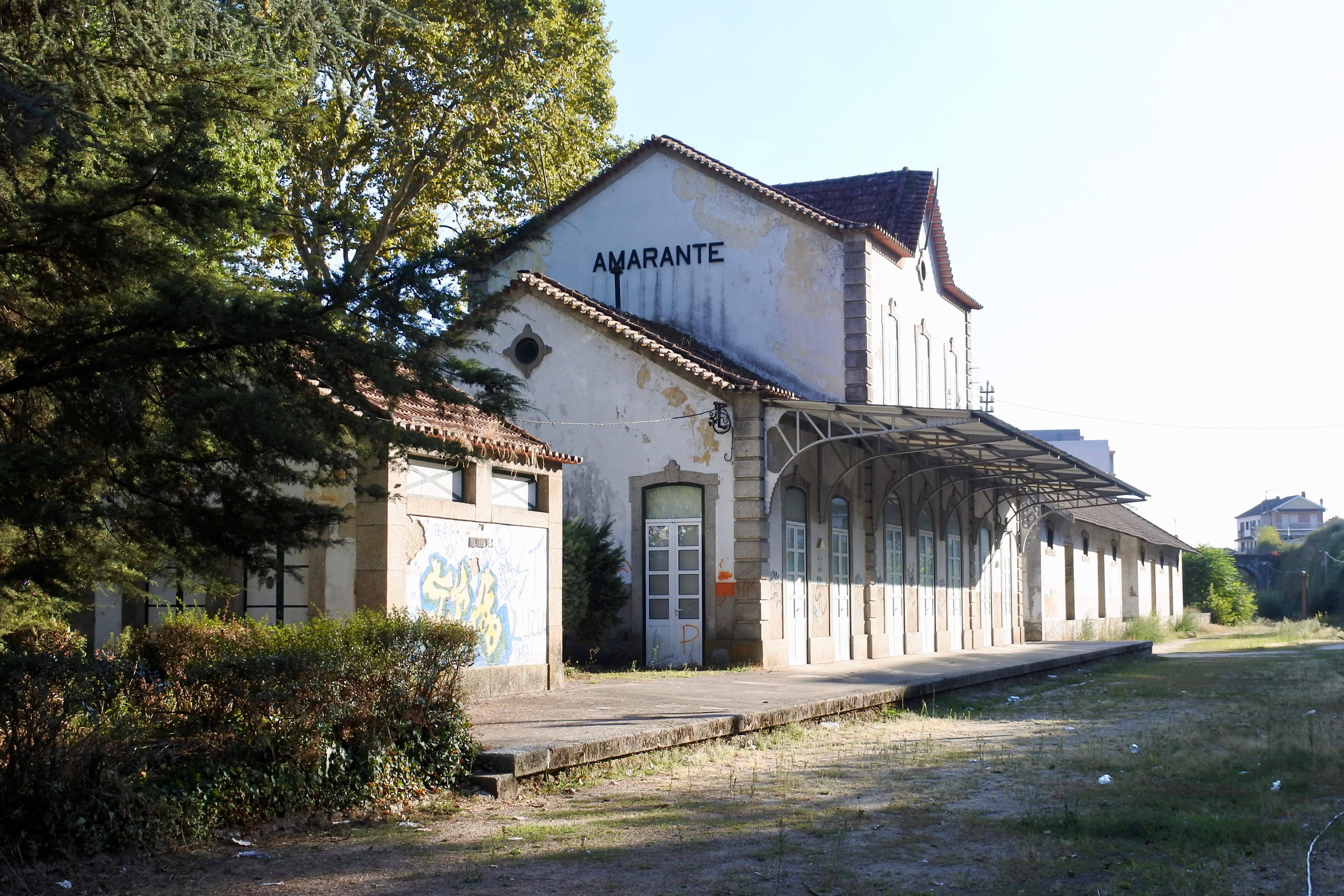
Estação de Amarante em 2016, já após o encerramento da linha e a instalação da ciclovia.

### Declínio e encerramento
Em 2 de Janeiro de 1990, foi suspensa a circulação dos comboios entre Arco de Baúlhe e Amarante, como parte de um programa de reestruturação da empresa Caminhos de Ferro Portugueses, tendo este lanço sido encerrado devido ao reduzido movimento.
Em 21 de Março de 2009, a autarquia de Amarante organizou um serviço especial para celebrar os 50 anos da chegada do transporte ferroviário àquela localidade; na estação, teve lugar uma exposição de fotografia, tendo sido colocada uma placa comemorativa do evento. No dia 25 de Março do mesmo ano, o troço entre Livração e Amarante, que ainda se mantinha em serviço, foi encerrado para se proceder a obras de beneficiação, com uma duração estimada de dois anos. Foi criado um serviço alternativo, por via rodoviária, que foi suspenso em 31 de Dezembro de 2011.
Em 30 de Abril de 2011, foi inaugurada a Ecopista do Tâmega, que utiliza o antigo canal da via férrea entre Amarante e Arco de Baúlhe.